# Tomato
Tomato is gratis firmware voor een reeks van draadloze routers met Broadcom-chipset. Tomato is vooral ontwikkeld voor de Linksys WRT54G, ook de WRT54GL, WRT54GS, Buffalo Airstation, Asus-routers en Netgear's WNR3500L. Tomato maakt gebruik van HyperWRT-code en is gebaseerd op de Linuxkernel.
Het heeft een gebruikersinterface opgebouwd uit AJAX en beschikt daarnaast over een SVG-gebaseerde bandbreedtemonitor.

## Geschiedenis
Tomato werd oorspronkelijk uitgebracht door Jonathan Zarate in 2008, gebruikmakend van de code van HyperWRT. Sinds de laatste versie van de ontwikkelaar in juni 2010, wordt de ontwikkeling voortgezet door middel van verschillende - door de gemeenschap onderhouden - mods. Een fork werd gemaakt van Tomato onder de naam TomatoUSB, maar deze stopte zelf met de ontwikkeling in november 2010. Deze werd echter opnieuw geforkt door andere ontwikkelaars.